# 마르크스-엥겔스 전집

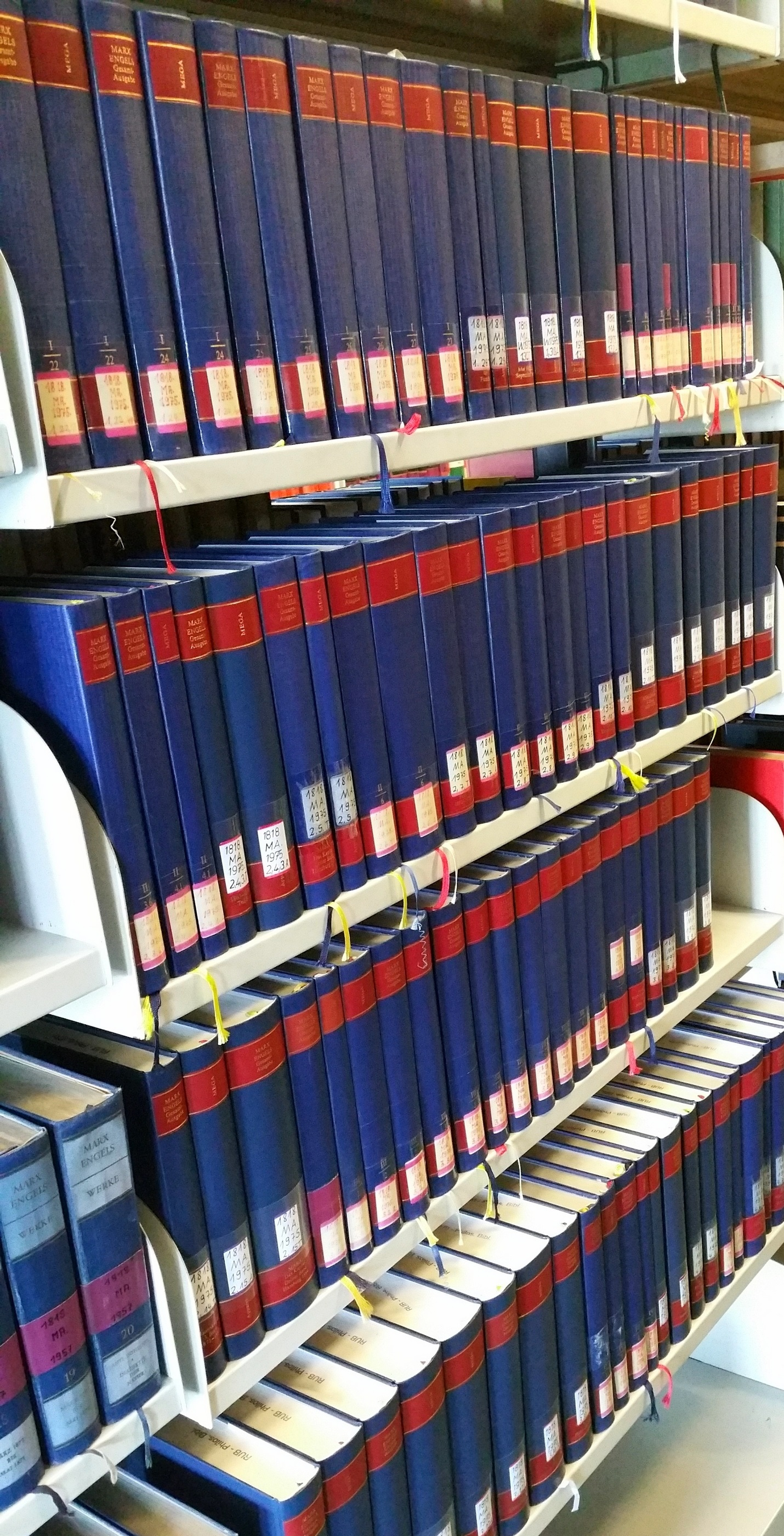

마르크스-엥겔스 전집(Marx-Engels-Gesamtausgabe 마르크스-엥겔스-게삼타우스가베[*], MEGA)는 카를 마르크스와 프리드리히 엥겔스의 저작집 중 가장 큰 규모의 모음이다. 마르크스와 엥겔스의 저작물의 본문비평과 서지분류를 수행하여 두 저자의 현존하는 저술을 학술정본으로 재생산하는 프로젝트의 일환으로, 전집의 모든 자료는 원문 언어로 편집되어 독일어 문헌과 상당량의 영어, 프랑스어 텍스트가 포함되어 있다.
독일 사회주의통일당 마르크스-레닌주의 연구원과 소련 공산당이 주도하여 디에츠 출판사(Dietz Verlag)가 출판하는 것으로 1975년에 시작되었으며, 마르크스와 엥겔스가 저술한 모든 출판물과 과거 출간되지 않은 수고와 편지들을 엮었다. 베를린 장벽의 붕괴 이후 MEGA의 출판은 암스테르담 소재 국제 마르크스 엥겔스 재단(Internationale Marx-Engels-Stiftung)으로 옮겨갔으며 현재 총 65권이 출판되었다.

## 역사
마르크스-엥겔스 전집의 첫번째 기획은 모스크바에서 마르크스주의 학자이자 혁명가인 다비드 리야자노프(David Riazanov)의 지도로 마르크스-엥겔스 연구원에서 출간되기 시작했다. 이 전집은 본래 42권 구성으로, 1927년부터 1935년까지 12권이 출간되었다. 1931년 2월 리야자노프가 숙청된 이후 블라디미르 아도라츠키(Vladimir Adoratsky)가 편집자가 되어 7권을 더 출간하였으나 1930년대 중반에 출간이 중단되었다.
1960년대에 전집이 다시 기획되어 독일과 소련의 편집자들이 새 지침 하에서 1972년 시범 출간을 시작하였으며, 1975년 두번째 기획의 첫번째 권이 출간되었다.
대한민국에서는 동아대학교 맑스엥겔스연구소와 도서출판 길에서 한국어판을 출판하고 있다.

## 구성
전집은 마르크스가 1835년부터 1883년 사망할 때까지 저술한 자료와, 엥겔스가 1838년부터 1895년 사망을 때까지 저술한 자료를 포함한다. 프로젝트는 4개의 부문으로 나뉜다.
첫번째 부분은 철학적, 경제적, 역사적 혹은 정치적 주제로 마르크스와 엥겔스가 저술한 자료를 편집한다. 가장 널리 알려진 것으로는 《독일 이데올로기》(I/5권), 《1848~1850년 프랑스의 계급투쟁》(I/10권), 《루이 나폴레옹의 브뤼메르 18일》(I/11권), 《고타 강령 비판》(I/25권), 《반뒤링론》(I/27권) 등이 있으며, 32권으로 구성될 예정이다.
두번째 부분은 마르크스의 주저인 《자본: 정치경제학 비판》의 세 권과, 《정치경제학 비판 요강》(II/1권) 등 그와 관련된 경제학 저작과 수기들이다. 전집이 완성된 유일한 부분이며 2012년에 II/4.3권으로 15권 23개 책으로 구성되었다.
세번째 부분은 서신으로, 마르크스와 엥겔스가 서로 교환한 것 외에 그들이 제삼자와 주고받은 서신이 포함된다. 35권으로 구성될 예정이다. 네번째 부분은 출간되지 않은 발췌와 노트 등으로 총 32권으로 구성될 예정이다.